# Thaumetopoea nigromaculata
Thaumetopoea nigromaculata är en fjärilsart som beskrevs av Peters 1899. Thaumetopoea nigromaculata ingår i släktet Thaumetopoea och familjen tandspinnare. Inga underarter finns listade i Catalogue of Life.